# Rowiska (Święcica)
Rowiska – część wsi Święcica  w Polsce położona w województwie lubelskim, w powiecie chełmskim, w gminie Wierzbica.
W latach 1975–1998 Rowiska położone były w województwie chełmskim.